# Län
Län (schwedisch) ist die Bezeichnung für eine Provinz in Schweden. Die Organe der Provinz nehmen staatliche Verwaltungsaufgaben auf regionaler Ebene wahr (ausgenommen Finanz-, Gerichts- und Militärverwaltung). Derzeit gibt es 21 Provinzen.
Nicht zu diesen Organen gehören die Provinziallandtage (schwedisch regioner, früher landsting), die als sogenannte sekundäre Kommunen Aufgaben im Rahmen der kommunalen Selbstverwaltung wahrnehmen und daher unabhängig von der staatlichen Verwaltung sind, auch wenn deren Gebietsgrenzen meist mit denen der Provinzen übereinstimmen.

## Geschichte
Im Gefolge der politischen Reformen des Reichskanzlers Axel Oxenstierna wurde 1634 auch die politisch-administrative Einteilung des Landes erneuert, und es wurden Provinzen (schwed. län, finn. lääni) geschaffen, die von einem Statthalter (schwed. landshövding, finn. maaherra) verwaltet wurden.
Die Läne gingen aus Burgvogteien (slottslän) hervor, was auch dadurch angezeigt wird, dass einige von ihnen nicht den Namen der Residenzstadt, sondern einer dortigen (teilweise ehemals bestehenden) Burg tragen. Beispiele sind Kronoberg, oder die nicht mehr bestehenden Malmöhus (aus einer dänischen Burgvogtei), Älvsborg, Skaraborg oder das bis 1683 bestehende Eskilstunahus län.
Nach 1634 gab es noch einige Umgruppierungen, aber ab etwa Mitte der 1680er war der Zuschnitt der Provinzen einigermaßen stabil.
Größere Veränderungen durch Änderungen der Außengrenzen geschahen durch Erwerbungen von dänischen Territorien Mitte des 17. Jahrhunderts im Nord- und Ostseeraum. Die durch die Friedensschlüsse von Brömsebro und Roskilde gewonnenen Gebiete wurde in die Provinzen Gotlands län, Blekinge län, Malmöhus län, Kristianstads län und Hallands län organisiert. Das Bohuslän wurde mit der Stadt Göteborg (die damit gemeinsam mit der namensgebenden Festung aus dem Älvsborgs län ausschied) zum Göteborgs och Bohus län vereinigt.
Die späteren Gebietsverluste in Finnland (1721 und 1743) gaben ebenfalls Anlass zu Umgruppierungen, siehe hiezu Provinzverwaltung in Finnland.
Reformen gab es weiters in den 1760ern und 1770ern, als einige Provinzen aufgeteilt wurden. Dies betraf außerhalb Finnlands Värmlands och Närkes län, das auseinandergenommen wurde und aus dem Värmlands län und Örebro län entstand. Aus dem südlichen Teil von Västernorrlands län wurde Gävleborgs län gebildet.
Um 1809 wurde nicht nur Finnland verloren, es wurde auch die Provinzen in Norrland verkleinert und umstrukturiert. Jämtlands län wurde aus den westlichen Teilen von Västernorrlands und Gävleborgs län gebildet, und der hohe Norden mit seinen Bergwerken erhielt als Norrbottens län eine eigene Provinzverwaltung.
Die größte Veränderung in neuerer Zeit war in den 1990er Jahren, als die zwei heutigen Provinzen Skåne län (1997 durch Vereinigung der Provinzen Malmöhus län und Kristianstads län) und Västra Götalands län (1998 durch Vereinigung der Provinzen Göteborgs och Bohus län, Älvsborgs län und Skaraborgs län) entstanden. 1997 erfolgte auch die einzige Umbenennung einer Provinz ohne größere Änderung ihres Zuschnitts: aus Kopparbergs län wurde Dalarnas län.
In Finnland wurden die Läne (finn. lääni) auch nach der schwedischen Zeit, bis 1997, fortgeführt.

## Organisation
An der Spitze der Provinzialverwaltung steht der Regierungspräsident (schwed. landshövding), der von der Regierung für eine Amtszeit von sechs Jahren ernannt wird. Der Regierungspräsident ist Vorsitzender der Provinzialregierung (schwed. länsstyrelse), die seit den 1970er Jahren von den Provinziallandtagen gewählt wird. Die innere Organisation der Provinzialregierung und deren Ämter ist nun ihnen selbst überlassen, so dass kein einheitliches Modell vorliegt.

## Aufgaben
Die Provinzialregierungen haben zwei zentrale Aufgaben: Sie sind einerseits Vertreter der Staatsmacht in ihrer Region, andererseits sollen sie die regionalen Interessen der Provinz vertreten.
Die Verwaltungsaufgaben decken ein breites Spektrum ab, von Zivilverteidigung über Raumplanung, Verkehrswesen, Landwirtschaft und Fischerei, Tierschutz bis zu Umweltschutz, Kultur u. a. Außerdem sind die Provinzialregierungen für das Polizeiwesen und für Wahlen verantwortlich.

## Liste
| Wappen | Län                  | Residenzstadt | Landesteil | Buchstabe | SCB-Code | Einwohner | Fläche (km²) | Einwohner pro km² |
| ------ | -------------------- | ------------- | ---------- | --------- | -------- | --------- | ------------ | ----------------- |
|        | Blekinge län         | Karlskrona    | Götaland   | K         | 10       | 157.223   | 3.039,4      | 51,7              |
|        | Dalarnas län         | Falun         | Svealand   | W         | 20       | 286.546   | 30.222,8     | 9,5               |
|        | Gävleborgs län       | Gävle         | Norrland   | X         | 21       | 284.558   | 19.629,7     | 14,5              |
|        | Gotlands län         | Visby         | Götaland   | I         | 09       | 60.971    | 3.166,8      | 19,3              |
|        | Hallands län         | Halmstad      | Götaland   | N         | 13       | 345.074   | 5.687,4      | 60,7              |
|        | Jämtlands län        | Östersund     | Norrland   | Z         | 23       | 132.839   | 53.752,8     | 2,5               |
|        | Jönköpings län       | Jönköping     | Götaland   | F         | 06       | 370.009   | 11.693,0     | 31,6              |
|        | Kalmar län           | Kalmar        | Götaland   | H         | 08       | 246.352   | 11.636,7     | 21,2              |
|        | Kronobergs län       | Växjö         | Götaland   | G         | 07       | 203.351   | 9.385,2      | 21,7              |
|        | Norrbottens län      | Luleå         | Norrland   | BD        | 25       | 248.620   | 105.208,8    | 2,4               |
|        | Örebro län           | Örebro        | Svealand   | T         | 18       | 308.375   | 9.633,3      | 32                |
|        | Östergötlands län    | Linköping     | Götaland   | E         | 05       | 472.446   | 12.230,0     | 38,6              |
|        | Skåne län            | Malmö         | Götaland   | M         | 12       | 1.428.626 | 11.302,2     | 126,4             |
|        | Södermanlands län    | Nyköping      | Svealand   | D         | 04       | 301.542   | 7.026,1      | 42,9              |
|        | Stockholms län       | Stockholm     | Svealand   | AB        | 01       | 2.473.307 | 7.153,9      | 345,7             |
|        | Uppsala län          | Uppsala       | Svealand   | C         | 03       | 407.912   | 8.608,1      | 47,4              |
|        | Värmlands län        | Karlstad      | Svealand   | S         | 17       | 283.384   | 21.789,1     | 13                |
|        | Västerbottens län    | Umeå          | Norrland   | AC        | 24       | 281.138   | 58.875,4     | 4,8               |
|        | Västernorrlands län  | Härnösand     | Norrland   | Y         | 22       | 241.458   | 22.957,6     | 10,5              |
|        | Västmanlands län     | Västerås      | Svealand   | U         | 19       | 281.158   | 5.658,7      | 49,7              |
|        | Västra Götalands län | Göteborg      | Götaland   | O         | 14       | 1.772.821 | 28.778,0     | 61,6              |

Anmerkung: Der Buchstabe entspricht dem zweiten Teil des ISO-3166-2-Codes der Provinz.